# Human Torch
Jim Hammond, alias Human Torch (litt. la « Torche humaine ») est un super-héros évoluant dans l'univers Marvel de la maison d'édition Marvel Comics.
Créé par le dessinateur Carl Burgos pour Funnies, Inc., une société qui produit des bandes dessinées destinées à être publiées par d'autres éditeurs, la série, accompagnée de plusieurs autres dont The Sub-Mariner de Bill Everett, est publiée par l'éditeur Timely Comics pour la première fois dans le premier numéro du comic book Marvel Comics en octobre 1939. En 1940, Funnies cesse ses activités et vend les droits des personnages, dont Human Torch, à Timely Comics.
Human Torch est l'un des plus anciens personnages de super-héros. Il appartient aujourd'hui à Marvel Comics mais n'a été utilisé que sporadiquement après-guerre, en raison de sa similitude avec son homonyme Marvel la Torche humaine (Johnny Storm), créé en 1961 par Stan Lee et Jack Kirby dans la série Fantastic Four.

## Historique de la publication et biographie du personnage

### Origines et parcours
Human Torch est un androïde créé par le scientifique Phineas Horton. À cause d'un défaut de fabrication, il est capable de s'enflammer au contact de l'air. Après avoir appris à contrôler ce pouvoir, il devient un super-héros et prend le nom de « Human Torch ». L'androïde prend également une identité civile, sous le nom de Jim Hammond. 
Le personnage devient une vedette de l'éditeur Timely Comics : les auteurs de sa série lui font plusieurs fois affronter un autre de leurs héros, Namor le Prince des mers (Namor The Sub-Mariner), jouant sur le contraste entre le feu et l'eau. À cette occasion, Human Torch et Namor sont les deux héros qui participèrent au premier crossover de l’histoire des comics, quand ils menèrent leur bataille dans Marvel Mystery Comics #8 et 9. On peut donc considérer que la naissance de l’univers Marvel comme un univers partagé des héros de Timely Comics d’abord, puis de Marvel Comics ensuite, eut lieu au cours de ces deux épisodes.
Pendant la Seconde Guerre mondiale, il combat les nazis. Après le conflit, les super-héros passent temporairement de mode ; Human Torch disparaît alors, comme beaucoup d'autres personnages du même type.
En 1961, alors que les super-héros reviennent à la mode à la faveur de l'Âge d'argent des comics, le scénariste Stan Lee donne le nom et les pouvoirs du personnage à la Torche humaine (Johnny Storm), membre des Quatre Fantastiques. Deux ans plus tard, dans le quatrième épisode annuel des Fantastiques, Stan Lee fait réapparaître la Torche humaine d'origine — ressuscitée par le Penseur fou — le temps d'un combat contre son homonyme moderne. Dans Avengers: Foever #8 (juin 1999) qui redéfinit l'histoire Marvel, le rôle d’Immortus est révélé: après la défaite et la désactivation du Human Torch original, son corps inerte a été divisé en deux doubles temporels dont un deviendrait la Vision.
Du fait de la présence d'un personnage portant le même nom et ayant une apparence identique, la Torche humaine androïde ne fait plus que des apparitions occasionnelles dans l'univers Marvel. 
En 1982, son corps est supposé être celui du super-héros synthozoide la Vision dans la mini-série Vision And Scarlet Witch #1–4 (1982–1983). C'est Ultron qui aurait récupéré le corps inerte d'Human Torch pour concevoir la Vision. 
En 1989, il est une nouvelle fois ressuscité, cette fois par le dessinateur John Byrne qui en fait un temps un membre des Vengeurs de la Côte Ouest. Cependant, il n'a servi que peu de temps avant de prendre un congé personnel, au cours duquel il a perdu ses pouvoirs pour sauver la vie de sa vieille camarade, Lady Crichton. Il s'est mis ensuite en semi-retraite de l'aventure et a occupé le poste de responsable de la sécurité pour Oracle Inc, la représentation commerciale de Namor aux États-Unis. Hammond est revenu plus tard pour rejoindre les Vengeurs de la Côte Ouest en tant que membre de réserve et a servi aux côtés de l'équipe dans quelques aventures.
Des mois plus tard, il a accepté de diriger l'équipe de héros relancé "Heroes for Hire" avec Iron Fist et Luke Cage, financée par le PDG d'Oracle, Inc., qui a agi en tant que société mère pour les Héros. Après avoir mené plusieurs aventures, Hammond s'est révélé être utilisé par Eshu pour détruire les "Heroes for Hire", bien que les héros aient triomphé de leur ennemi et sauvé Hammond. Pendant ce temps, Hammond a récupéré sa capacité à lancer des boules de feu, bien que toute l'étendue de ses pouvoirs reste perdue. Lorsque la société sans scrupules Stark-Fujikawa a acheté Oracle et a commencé à restructurer "Heroes for Hire", Hammond a démissionné.
Hammond est revenu dans le cadre des New Invaders, prenant le jeune androïde Tara sous son aile. Le personnage meurt à nouveau en voulant sauver Tara, sa « fille », de l'Axus Mundi. Ses camarades super-héros lui offrent ensuite des funérailles nationales. 
Dans les mois qui ont suivi l'invasion secrète de la Terre par les Skrulls, le corps inerte de Hammond a été découvert dans le bâtiment de l'ONU par un scientifique chinois à la retraite, Zhang Chin. L'agent de Chin, l'homme sans visage, a récupéré le corps et l'a ramené à Taipei où Chin a modifié l'ADN et la structure cellulaire de Hammond en un virus. Chin avait l'intention d'utiliser ce virus pour éradiquer la moitié de la population mondiale afin de mieux contrôler les ressources. Cet incident a incité Captain America (James "Bucky" Barnes) et Namor à se rendre en Chine pour sauver la dépouille de leur ancien coéquipier. Ils réussissent à arrêter Chin et s'assurent que Hammond reçoive un enterrement convenable.
Par la suite, exhumé par le Penseur fou, la Torche a été utilisée dans des expériences impliquant les "Cellules Horton" qui composaient son corps et dans le processus a été relancée comme une arme vivante que le Penseur avait l'intention de vendre à l'A.I.M.. Bien que mis sur la voie de la destruction, la torche a été arrêtée par son ancien acolyte Toro, et le contrôle du Penseur a été levé, bien que l'interaction avec les cellules Horton développées par le Penseur ait conduit à la dégradation du corps de la Torche. Ne voulant pas rester assis à attendre de mourir, la torche a aidé Toro à trouver des réponses sur ses parents, conduisant le duo en Amérique du Sud, dans la colonie bolivienne nazie de New Berlin.
La Torche a ensuite rejoint son collègue membre des Invaders Namor à Utopia pour réparer une partie de l'île. Hammond s'est alors interrogé sur sa propre utilité dans le monde moderne d'aujourd'hui. Quand Anole et Rockslide lui ont demandé s'il avait tué Hitler, il a répondu que oui.
Pendant le crossover Dark reign il devient membre des Vengeurs secrets.

### Homonyme
Human Torch est la première « Torche humaine » et ne doit pas être confondu avec le personnage de la Torche humaine (Johnny Storm), un membre de l'équipe des Quatre Fantastiques.
En France, afin d'éviter la confusion avec Johnny Storm, les traductions du personnage de Human Torch faites par les éditions Lug et Semic utilisèrent sa dénomination anglophone de « Human Torch ».

## Pouvoirs et capacités
Human Torch est un être synthétique, un androïde conçu et construit en matériaux artificiels. Il est doté de capacités d'intelligence créative, d'activité auto-motivée illimitée et d'émotions humaines.
En complément de ses pouvoirs, il a été membre du NYPD dans les années 1940 et a suivi une formation à l'académie de police de New York. Il a aussi reçu une formation au combat à mains nues par Captain America et est un expert dans l'utilisation de ses pouvoirs surhumains au combat. Il est également un combattant de rue accompli.
Les pouvoirs principaux de Human Torch sont sa capacité mentale à contrôler l’énergie calorique ambiante, ainsi que de pouvoir envelopper son corps entier (ou une portion de celui-ci) avec une forme de plasma surchauffé et enflammé, sans que cela ne lui cause de dommages.
Quand il s'enflamme, il est généralement enveloppé d’un plasma de faible intensité (rougeoyant, d'une température d’environ 415 °C) et d’une épaisseur variant de 3 à 12 cm. Cependant, il peut créer des chaleurs et des flammes d'une intensité beaucoup plus élevée. Quand Human Torch parle des températures les plus élevées qu’il peut atteindre, il les nomme sous le qualificatif de « flamme nova » ; la température exacte de cette « flamme nova » n’est pas connue.
Il n'est pas affecté par la chaleur de ses propres flammes, tout comme celles générées par d'autres sources, même lorsque seule une partie de son corps est enflammée. Sa chair ne peut pas être brûlée ou ébouillantée par une source de chaleur inférieure à la chaleur maximale qu'il peut générer.
Quand il dépense son énergie à un rythme normal, il peut rester sous sa forme enflammée pendant environ 16,8 heures. Au début de sa carrière, cette période était beaucoup plus courte ; il lui est arrivé plusieurs fois de se retrouver dépourvu de sa flamme en situation de combat, ayant épuisé son énergie. Par ailleurs, il ne peut pas maintenir sa « flamme nova » pendant de longues périodes.
Il peut également libérer d’un seul coup toute son énergie en une seule « explosion nova », générant alors une chaleur d’environ 550 000 °C, similaire dans ses effets à la chaleur dégagée par une explosion nucléaire s’étendant sur une zone d’environ 275 mètres de diamètre (Human Torch a déclaré être capable de détruire un petit astéroïde avec son « explosion nova »). Quand il utilise cette attaque, la violente décharge pompe en une seule fois toutes ses réserves d’énergies — à l’exception du strict minium pour le maintenir en vie —, épuisant en un seul coup sa flamme. Par la suite, il a besoin de 12 heures en moyenne pour récupérer d’une telle dépense d’énergie.
Il peut également créer diverses formes avec sa flamme, à partir de n’importe quelle partie de son corps (il utilise généralement ses mains pour « sculpter » ses formes enflammées, mais c’est juste par habitude). Il peut ainsi créer de longues traînées de feu, des sphères de flammes, voire des formes plus sophistiquées telles des lettres de feu dans le ciel. Ces « objets-flammes » conservent leur forme aussi longtemps que Human Torch maintient sa concentration sur ceux-ci. Ils brûleront pendant environ 3 minutes avant de s’éteindre, sauf s'il les alimente avec son énergie. La température de ces projections est d’environ 1 550 °C, soit approximativement la température de fusion de l’acier. Il peut aussi contrôler les autres flammes qu’il n’a pas créées lui-même.
Le plasma qu'il génère possède une forte teneur en hydrogène, son corps secrétant un nuage chaud d’atomes d’hydrogène monoatomique autour de lui. Avec celui-ci, il dispose de suffisamment de flottabilité pour être capable de voler dans les airs, grâce un effort mental en fournissant une puissance suffisante pour soulever une masse de 90 kg en plus de la sienne. Quand il libère un jet de flammes à partir de ses jambes, il peut atteindre une vitesse maximale de 225 km/h.
Il a également la capacité de contrôler mentalement la chaleur ambiante dans son environnement immédiat, même quand il se trouve sous sa forme non-enflammée. Il peut ainsi abaisser la température des objets jusqu’à environ 0°C, l’augmenter de plusieurs centaines de degrés ou éteindre des flammes. Le rayon d'action de ce pouvoir est d’environ 25 mètres. La chaleur qu’il retire à l’environnement de cette manière est ensuite absorbée dans son corps. S’il absorbe une quantité trop importante de chaleur sans être enflammé, sa flamme s'allumera automatiquement. La quantité maximale exacte de chaleur et/ou de flammes qu’il peut absorber dans son corps en étant lui-même enflammé n'est pas connue, mais il a prouvé qu’il n’était pas capable d’absorber une puissance équivalente à sa propre « explosion nova » sans se mettre en danger mortel.
Sa flamme étant alimentée par la présence d’oxygène dans l'air, elle s’éteint automatiquement si la pression de l’air devient trop faible, si l’oxygène qui l'entoure est entièrement consumé, ou s'il se trouve dans le vide spatial. Sa flamme peut également être éteinte par des matériaux ininflammables tels l’eau, le sable, l’amiante ou la mousse générée par les extincteurs ; cependant, il peut contrer ses substances si sa flamme est portée une intensité telle qu’elle vaporise immédiatement ces matériaux à son contact. Par exemple, s’il est atteint par de faibles quantités d’eau (environ 20 à 25 litres), il peut la transformer en vapeur avec très peu d’efforts. Une quantité plus importante d’eau pourra éventuellement éteindre sa flamme, si celle-ci est a une intensité normale (415 °C) et, dans ce cas, il lui faudra attendre l’évaporation complète de l’humidité résiduelle de son corps avant d'allumer de nouveau sa flamme.
Avec sa flamme, Human Torch génère également de la lumière, principalement dans la région infrarouge du spectre lumineux, qui est invisible pour un œil humain normal. Seulement 10 % de sa production totale d'énergie est située dans le spectre visible. Ainsi, même en étant enflammé, il apparaît beaucoup plus sombre à l’œil nu d'un observateur quelconque, si l'on tient compte de la puissante énergie qu'il dégage habituellement avec ses pouvoirs.
Il est capable de survivre sans oxygène, entrant alors en stase.